# Stade municipal de Braga
L' Estádio Municipal de Braga (en français : Stade municipal de Braga), est un stade de football à Braga au Portugal construit par l'architecte portugais Eduardo Souto de Moura.

## Histoire
Construit à l'occasion de l'Euro 2004, d'une capacité de 30 286 places, son inauguration a eu lieu le 30 décembre 2003,.
Il s'agit de l'un des stades les plus spectaculaires du monde, doté de deux tribunes latérales. Il fut construit dans la roche : en effet, ses deux extrémités sont le flanc de la colline. Il est aussi doté d'un toit qui permet d'attirer la lumière naturelle pour alimenter la pelouse.
Il s'agit du stade à domicile du Sporting Clube de Braga. 
En juillet 2007, le stade change de nom pour l'Estádio Axa.

## Galerie

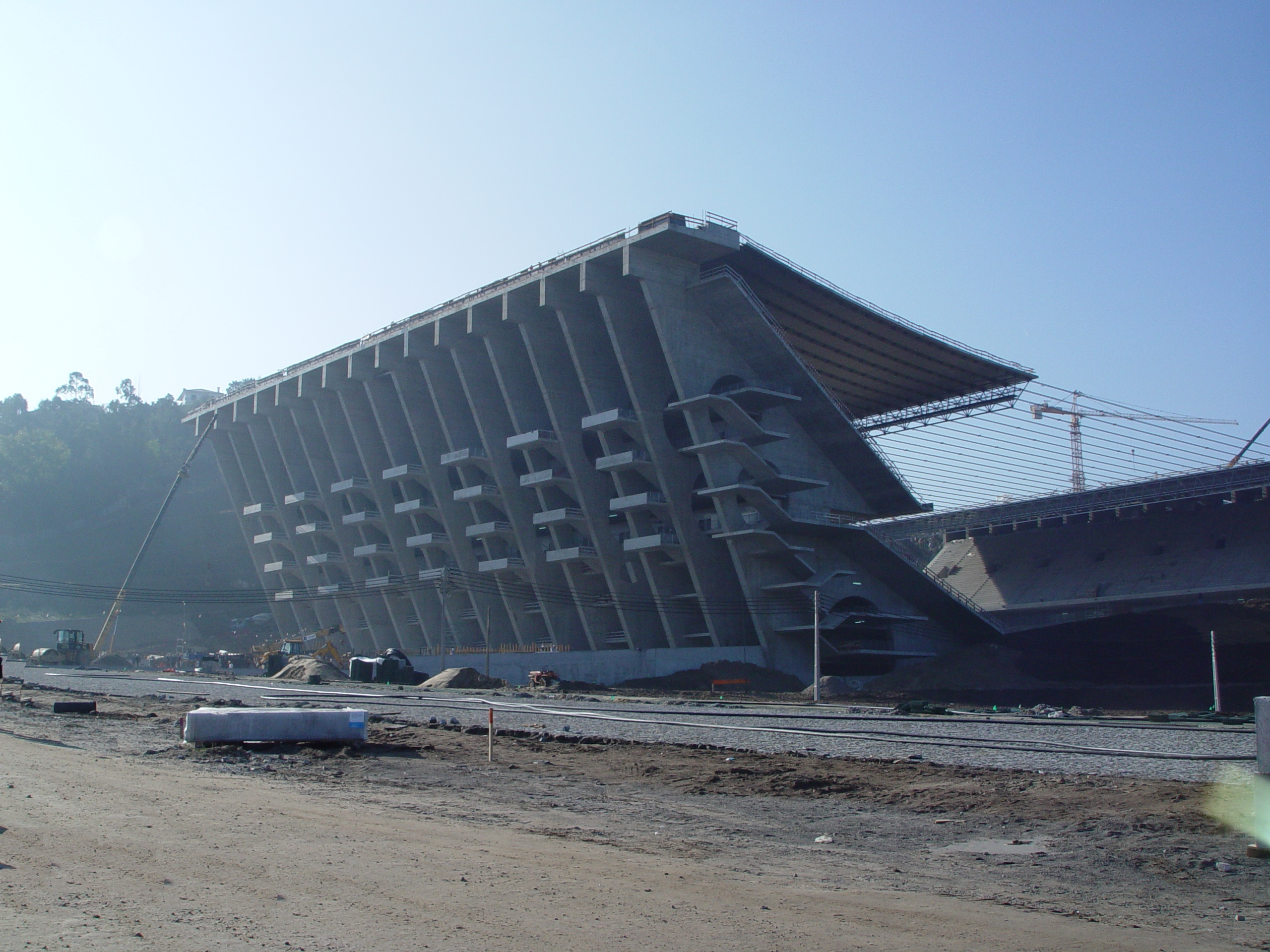
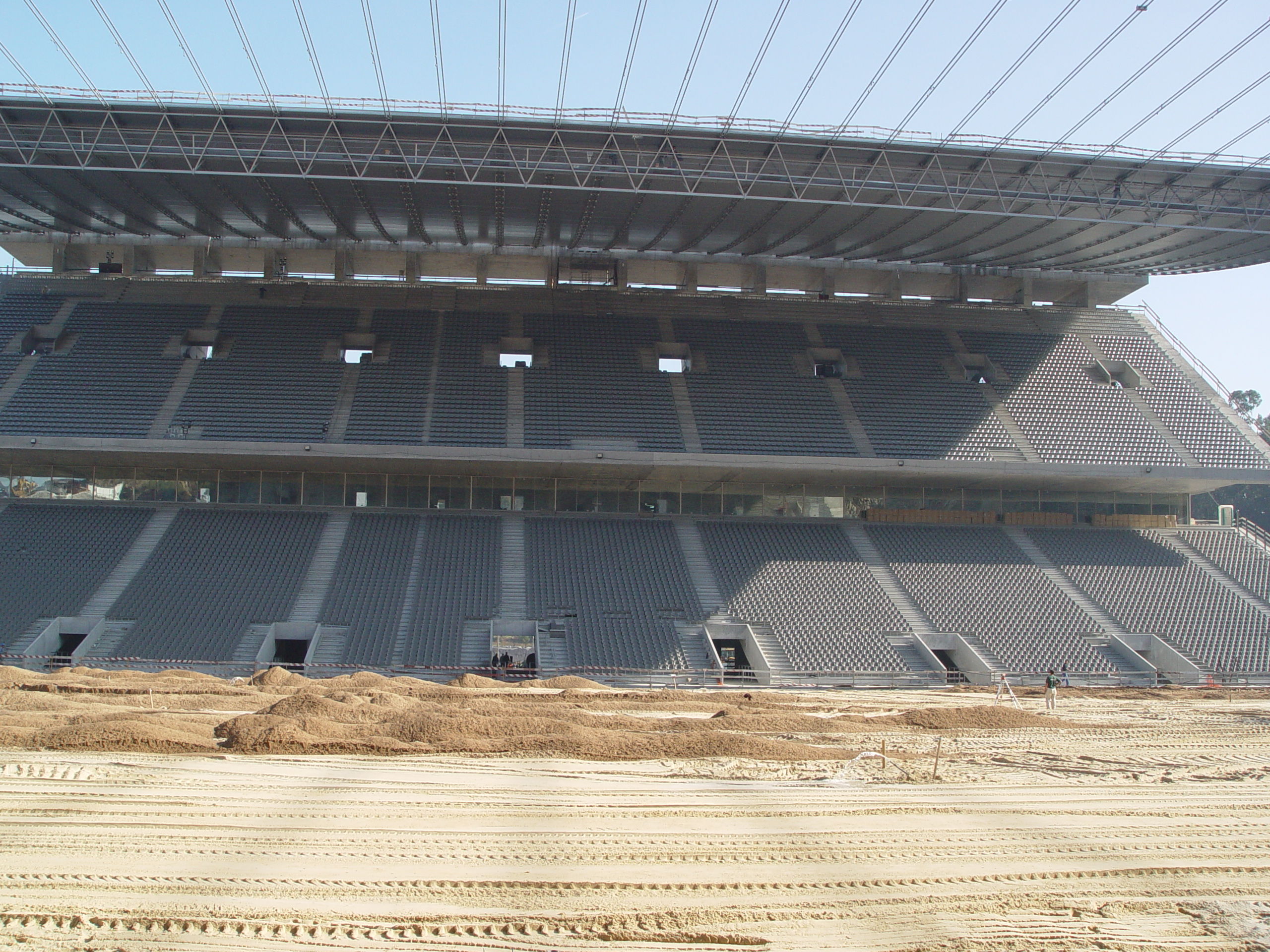
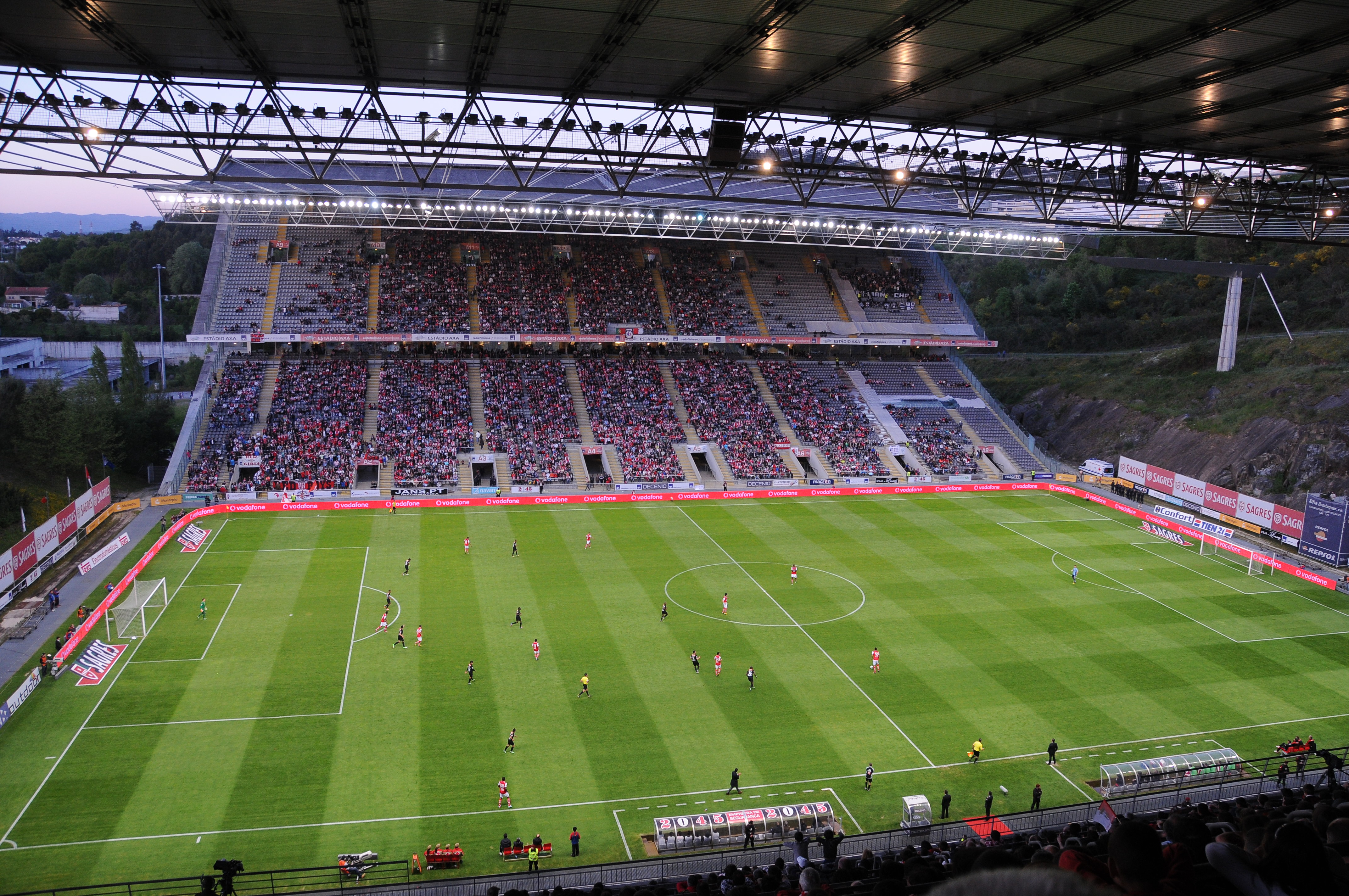

## Événements
- Championnat d'Europe de football 2004